# مترويد
مترويد (بالإنجليزية: Metroid‎؛ باليابانية: メトロイド‎، ‏متورويدوه) هي سلسلة ألعاب فيديو من إنتاج نينتندو.
ألعاب مترويد تسجل أحداث مهمات متصيدة المكافآت تدعى ساموس أران في عالم من الخيال العلمي. الفكرة الرئيسية من السلسلة تتحدث عن كائنات  تسمى بالمترويد، وقراصنة الفضاء الذين يحاولون استغلال قوة هذه المترويد.

## قائمة الألعاب
هناك حالياً خمسة عشر عنوان في سلسلة مترويد، وهم:

المترويد

- مترويد (نينتندو إنترتينمنت سيستم، 1988)
- مترويد II: ريترن أوف ساموس (غيم بوي، 1992)
- سوبر مترويد (سوبر نينتندو، 1994)
- مترويد فيوشن (غيم بوي أدفانس، 2002)
- مترويد برايم (غيم كيوب، 2003)
- مترويد: زيرو ميشن (غيم بوي أدفانس، 2004)
- مترويد برايم 2: إكوز (غيم كيوب، 2004)
- مترويد برايم هانترز (نينتندو دي أس، 2006)
- مترويد برايم بينبول (نينتندو دي أس، 2007)
- مترويد برايم 3: كوربشن (وي، 2007)
- مترويد برايم: تريلوجي (وي، 2009)
- مترويد: أثر إيم (وي، 2010)
- مترويد برايم: فدرايشن فورس (نينتندو 3دي أس، 2016)
- مترويد: ساموس ريترنز (نينتندو 3دي أس، 2017)
- مترويد دريد (نينتندو سويتش، 2021)

ومن الألعاب التي ستصدر مستقبلاً:
- مترويد برايم 4 (نينتندو سويتش، سوف يعلن)

## وصلات خارجية
- الموقع الرسمي